# Mecachrome
Mecachrome – przedsiębiorstwo inżynieryjne z siedzibą w Tuluzie specjalizujące się w lotnictwie, motoryzacji, sportach motorowych i inżynierii przemysłowej, montowała silniki zaprojektowane przez Renault dla Renault F1.

## Formuła 1
Od 1979 roku Mecachrome jest powiązane z Renault Sport.
Od 1983 roku Renault rozpoczęło dostarczanie swoich silników innym zespołom. Mecachrome było odpowiedzialne za przygotowanie silników Renault dla zespołów "klienckich" (np. Lotusa w 1983 roku czy Ligiera rok później). W 1985 roku Renault wycofało się z Formuły 1 jako konstruktor, a w 1987 – jako dostawca silników. W roku 1989 nastąpił powrót Renault w charakterze dostawcy silników (dla zespołu Williams, dla Ligiera od 1992 roku); Mecachrome ponownie powierzono zadanie przygotowania silników.
Silniki Renault napędzające Williamsy i Benettony zdobyły sześć tytułów Mistrza Świata Konstruktorów z rzędu (w latach 1992–1997), a pięć tytułów wśród kierowców: Nigel Mansell (1992), Alain Prost (1993), Michael Schumacher (1995), Damon Hill (1996) i Jacques Villeneuve (1997).
W 1995 roku w miejsce Ligiera zespołem korzystającym obok Williamsa z silników Renault został Benetton. W 1996 roku firma Renault została sprywatyzowana, wtedy też ogłosiła wycofanie się z Formuły 1 po sezonie 1997. By uniknąć protestu ze strony akcjonariuszy w sprawie kosztów rozwoju silników, Mecachrome zgodziło się zapłacić Renault za prace rozwojowe, by kontynuować powiązania tych firm. W 1998 roku silniki dostarczane Williamsowi nosiły nazwę Mecachrome, a Benettonowi – Playlife.
W 1998 firma Flavio Briatore, Super Performance Engineering Competition, podpisała umowę z Mecachrome, obowiązującą od sezonu 1999. Silniki zostały zakupione od Mecachrome i przemianowane na Supertec. Korzystały z nich w 1999 roku Williams i BAR, a w 2000 Arrows.
W 2001 roku Renault powróciło do Formuły 1 poprzez wykupienie Benettona. Także od 2001 roku do Formuły 1 wróciła nazwa Renault (w charakterze dostawcy silników, rok później przywrócono do życia zespół wyścigowy). Charakter współpracy między Renault i Mecachrome nie zmienił się: Renault było odpowiedzialne za projekt, a Mecachrome za montaż. Renault zdobyło tytuły mistrzowskie w klasyfikacji kierowców i konstruktorów w latach 2005 i 2006, a wyczyn ten powtórzył w 2010 oraz 2011 roku korzystający z silników Renault Red Bull.

## Seria GP2
Po utworzeniu Serii GP2 Mecachrome stało się odpowiedzialne za dostarczanie do niej silników i skrzyń biegów.